# Cầu lông tại Đại hội Thể thao Bán đảo Đông Nam Á 1969
Cầu lông tại Đại hội Thể thao Bán đảo Đông Nam Á năm 1969 diễn ra tại Rangoon, Miến Điện (nay là Yangon, Myanmar) từ 6 đến 13 tháng 12 năm 1969, tại Sân vận động trong nhà Aung San. Đoàn thể thao Malaysia áp đảo toàn diện khi giành 5 huy chương vàng trong tất cả các nội dung bao gồm đơn nam, đơn nữ, đôi nam, đôi nữ và đôi nam nữ. Trong khi đó, chủ nhà Miến Điện có một tấm huy chương bạc ở nội dung đơn nữ của Khin Than Nwe.

## Tóm tắt kết quả
| Event      | Vàng                                            | Bạc                                                 | Đồng                                              |
| ---------- | ----------------------------------------------- | --------------------------------------------------- | ------------------------------------------------- |
| Đơn nam    | Punch Gunalan · Malaysia                        | Soonchai Akyapisut · Thái Lan                       | Kyi Nyunt · Miến Điện                             |
| Đơn nam    | Punch Gunalan · Malaysia                        | Soonchai Akyapisut · Thái Lan                       | San Myint · Miến Điện                             |
| Đơn nữ     | Rosalind Singha Ang · Malaysia                  | Khin Than Nwe · Miến Điện                           | Boopha Kaenthong · Thái Lan                       |
| Đơn nữ     | Rosalind Singha Ang · Malaysia                  | Khin Than Nwe · Miến Điện                           | Myint Myint Khin · Miến Điện                      |
| Đôi nam    | Punch Gunalan · Yew Cheng Hoe · Malaysia        | Thongchai Phongful · Singha Siribanterng · Thái Lan | Kyaw Zaw Wai · Aung Tun · Miến Điện               |
| Đôi nam    | Punch Gunalan · Yew Cheng Hoe · Malaysia        | Thongchai Phongful · Singha Siribanterng · Thái Lan | Soe Nyunt · Wai Nyunt · Miến Điện                 |
| Đôi nữ     | Rosalind Singha Ang · Teoh Siew Yong · Malaysia | Khaw Gaik Bee · Sylvia Ng · Malaysia                | Boopha Kaenthong · Mulliga Phitakarnop · Thái Lan |
| Đôi nữ     | Rosalind Singha Ang · Teoh Siew Yong · Malaysia | Khaw Gaik Bee · Sylvia Ng · Malaysia                | Myint Myint Khin · Khin Than Nwe · Miến Điện      |
| Đôi nam nữ | Ng Boon Bee · Rosalind Singha Ang · Malaysia    | Yew Cheng Hoe · Khaw Gaik Bee · Malaysia            | Bandid Jaiyen · Pachara Pattabongse · Thái Lan    |
| Đôi nam nữ | Ng Boon Bee · Rosalind Singha Ang · Malaysia    | Yew Cheng Hoe · Khaw Gaik Bee · Malaysia            | Chirasak Champakao · Sumol Chanklum · Thái Lan    |

## Kết quả chung cuộc
| Nội dung   | Vô địch                              | Á quân                                   | Tỷ số                 |
| ---------- | ------------------------------------ | ---------------------------------------- | --------------------- |
| Đơn nam    | Punch Gunalan                        | Soon Akayapisud                          | 15–2, 15–4            |
| Đơn nữ     | Sylvia Ng                            | Bản mẫu:Country data BIR Khin Than Nwe   | 8–11, 11–7, 11–2      |
| Đôi nam    | Punch Gunalan & Yew Cheng Hoe        | Thongchai Phongful & Singha Siribanterng | 15–8, 15–9            |
| Đôi nữ     | Rosalind Singha Ang & Teoh Siew Yong | Khaw Gaik Bee & Sylvia Ng                | 15–8, 15–12           |
| Đôi nam nữ | Ng Boon Bee & Rosalind Singha Ang    | Yew Cheng Hoe & Khaw Gaik Bee            | 17–18, 18–17, bỏ cuộc |

## Bảng huy chương
| Hạng               | Đoàn               | Vàng | Bạc | Đồng | Tổng số |
| ------------------ | ------------------ | ---- | --- | ---- | ------- |
| 1                  | Malaysia (MAS)     | 5    | 2   | 0    | 7       |
| 2                  | Thái Lan (THA)     | 0    | 2   | 2    | 4       |
| 3                  | Myanmar (MYA)      | 0    | 1   | 3    | 4       |
| Tổng số (3 đơn vị) | Tổng số (3 đơn vị) | 5    | 5   | 5    | 15      |